# Clasificación de clubes del siglo XXI según la IFFHS
La clasificación de clubes del siglo del xxi según la IFFHS es una clasificación a nivel mundial y continental confeccionada según las estadísticas establecidas por la Federación Internacional de Historia y Estadística de Fútbol (IFFHS), a partir de su clasificación anual de clubes. Los puntos obtenidos anualmente por los equipos en el Ranking Mundial de Clubes a finales de año se contabilizan a partir del año 2001.
A diferencia de la forma con que la IFFHS confeccionó una clasificación clubes del siglo xx(a partir a partir exclusivamente de los resultados de las competiciones continentales de clubes), las competiciones nacionales han sido tenidas en cuenta así como también las competiciones de clubes organizadas por las confederaciones continentales y de la FIFA en el ranking Mundial de clubes. De este modo, cada uno de los resultados de las competiciones antes mencionadas se toma en consideración de principio a final. Por lo tanto, las posibilidades son las mismas para todos los clubes de fútbol de un mismo continente.
Andorra, las Islas Feroe, Liechtenstein, San Marino y Montenegro no han sido tenidos en cuenta por varias razones. Liechtenstein no tiene una liga propia, su clubes juegan en las ligas de Suiza. Montenegro sólo obtuvo su independencia en mayo de 2006 (una condición sine qua non para que un país tenga su propio campeonato nacional). Las otras ligas no eran lo suficientemente fuertes como para ser incluidas. Por lo tanto, los clubes de 47 países europeos más Israel (afiliado a la UEFA) que se han tenido en cuenta para los rankings, conforman un total de más de 1.600 clubes.
Así pues, la designación pretende continuar con el anterior ranking del siglo anterior, e irá variando y computando resultados hasta su designación final al término del siglo.

## Ranking mundial delsigloXXI
Según explica la IFFHS "El ranking mundial de clubes del siglo xxi se confecciona a partir del ranking mundial de clubes anual (hasta el 31 de diciembre) desde 2001. Así pues la suma de los puntos alcanzados por cada equipo en el ranking mundial de clubes anualmente se corresponde exactamente con el valor determinado en todos los rankings continentales del siglo xxi y solo aquí se reagrupan todos los continentes. El conjunto primer clasificado es quien encabeza el mejor club del mundo del siglo xxi".
Top 20 (2001-2020)
| Posición | Club                   | Nacionalidad | Puntaje |
| -------- | ---------------------- | ------------ | ------- |
| 1        | Real Madrid C. F.      | España       | 5427    |
| 2        | F. C. Barcelona        | España       | 5039    |
| 3        | F. C. Bayern           | Alemania     | 4909,5  |
| 4        | Manchester United F.C. | Inglaterra   | 4543    |
| 5        | Arsenal F.C.           | Inglaterra   | 4426    |
| 6        | Chelsea F.C.           | Inglaterra   | 4348    |
| 7        | Liverpool F. C.        | Inglaterra   | 4229    |
| 8        | Juventus F. C.         | Italia       | 4166    |
| 9        | Inter de Milan         | Italia       | 3951,5  |
| 10       | Milan A.C.             | Italia       | 3869    |
| 11       | París Saint-Germain    | Francia      | 3856    |
| 12       | Boca Juniors           | Argentina    | 3803,5  |
| 13       | Celtic F.C.            | Escocia      | 3773,5  |
| 14       | F.C. Oporto            | Portugal     | 3631    |
| 15       | Lyon                   | Francia      | 3629    |
| 16       | Roma                   | Italia       | 3592    |
| 17       | Sevilla F. C.          | España       | 3590    |
| 18       | Atlético de Madrid     | España       | 3516    |
| 19       | River Plate            | Argentina    | 3441    |
| 20       | Valencia               | España       | 3426    |

### Clasificación por décadas
En cada una de las décadas del siglo, el estamento futbolístico galardona al mejor club de la década con un trofeo de oro y un diploma que así lo acredita, así como con un trofeo de plata al club que en el mismo período ha experimentado una mayor progresión.
Tras el cómputo de datos los galardonados el Fútbol Club Barcelona español, fue proclamado mejor club de la primera década tras sumar un total de 2550 puntos tras arrebatarle el primer puesto al Manchester United Football Club inglés apenas tres meses antes de la conclusión del decenio. El club inglés finalmente ocupó la segunda posición con 27 puntos menos, seguido en tercer lugar del también inglés Liverpool Football Club que sumó 2414 puntos.
Por su parte, el galardón de club con mayor progresión fue recibido por el Futbolny Klub Shajtar Donetsk ucraniano.
Para la segunda década, de nuevo el club barcelonista se alzó con la distinción tras arrebatarle el puesto al Real Madrid Club de Fútbol, quien encabeza la clasificación antes de la conclusión. Fueron 2877 puntos por 2782 de los madrileños, y 2594,5 del Bayern de Múnich alemán, tercer clasificado.
En el “Top 100″ hay 62 clubes europeos, 26 de la Conmebol, 6 de África, 5 de Asia y 1 de la Concacaf, mientras que Brasil e Italia son los países que más equipos aportan al top-100 con un total de diecisiete respectivamente. Entre los mejores 400 clubes no se registra ninguno de Oceanía, desconociéndose su clasificación a nivel mundial, presumiéndose sea la del Auckland City Football Club —mejor clasificado al final de la primera década y merced a sus resultados desde entonces—. Para la nueva década entre los cien mejores fueron 66 clubes UEFA, 29 Conmebol, 3 de África y 2 de Asia, quedándose la Concacaf sin representación.
| Mejor club | Mejor club     | Mejor club    | Mejor club |
| Década     | Club           | Confederación | Puntos     |
| ---------- | -------------- | ------------- | ---------- |
| 2000-2010  | F.C. Barcelona | UEFA          | 2550       |
| 2011-2020  | F.C. Barcelona | UEFA          | 2877       |
| 2021-2030  | Bandera de ?   |               |            |

| Mejor revelación | Mejor revelación      | Mejor revelación | Mejor revelación |
| Década           | Club                  | Confederación    | Puntos           |
| ---------------- | --------------------- | ---------------- | ---------------- |
| 1.ª              | F. K. Shajtar Donetsk | UEFA             | 1627,5           |
| 2.ª              | Bandera de ?          |                  |                  |
| 3.ª              | Bandera de ?          |                  |                  |

## Rankings continentales delsigloXXI
Según explica la IFFHS "Los puntos obtenidos anualmente por los equipos en el ranking mundial de clubes a finales de año se contabilizan a partir del año 2001. El resultado de esta suma da el ranking continental de clubes y el conjunto que encabece la lista es, consecuentemente, el club del siglo xxi. Si un equipo tuvo un año o más particularmente exitosos, la adición de las puntuaciones anuales da una imagen mucho más realista que el uso de una clasificación basada en las correspondientes posiciones anuales  del ranking mundial de clubes. De esta manera los clubes continentales del siglo xxi en los seis continentes futbolísticos también se pueden determinar siguiendo el mismo principio."

### Europa
Para la determinación del mejor club europeo de la primera década hubo un total de 643 equipos que reunieron criterios para ser evaluados e incluidos pues en la clasificación, mientras que en el “Top 100″ los equipos españoles e ingleses son los de mayor representación con un total de 12 clubes cada uno.
En cuanto a la comparativa con el anterior vencedor europeo del siglo, el Real Madrid Club de Fútbol finalizó en octava posición global y continental en esta primera década del nuevo siglo con un total de 2257 puntos, a 293 de la cabeza, mientras que en el ranking actual a fecha de 2020 ocupa la segunda posición con 2782 puntos, 95 por debajo del primer clasificado. Por otro lado, son el Paris Saint-Germain Football Club francés, la Società Sportiva Calcio Napoli italiana, la Juventus Football Club italiana y el Club Atlético de Madrid español quienes entran en el top-10 actual respecto a la primera década en detrimento de Associazione Sportiva Roma, Associazione Calcio Milan, Football Club Internazionale y Liverpool Football Club.
| Clasificación actual | Clasificación actual            | Clasificación actual | Clasificación actual | Clasificación actual |
| --- | ------------------------------- | -------------------- | -------------------- | -------------------- |
| \| Top 10 (1 de enero de 2001 - 31 de diciembre de 2020). \| Top 10 (1 de enero de 2001 - 31 de diciembre de 2020). \| Top 10 (1 de enero de 2001 - 31 de diciembre de 2020). \| Top 10 (1 de enero de 2001 - 31 de diciembre de 2020). \| \| Posición \| Club \| Federación \| Puntos \| \| 1 \| Fútbol Club Barcelona \| RFEF \| 4935 \| \| ------------------------------------------------------ \| ------------------------------------------------------ \| ------------------------------------------------------ \| ------------------------------------------------------ \| \| 2 \| Real Madrid Club de Fútbol \| RFEF \| 4661 \| \| 3 \| Fußball-Club Bayern München \| DFB \| 4448,5 \| \| 4 \| Chelsea Football Club \| FA \| 4184 \| \| 5 \| Manchester United Football Club \| FA \| 4161 \| \| 6 \| Arsenal Football Club \| FA \| 4018 \| \| 7 \| Liverpool Football Club \| FA \| 3742 \| \| 8 \| Juventus Football Club \| FIGC \| 3730 \| \| 9 \| Football Club Internazionale \| FIGC \| 3553,5 \| \| 10 \| Associazione Calcio Milan \| FIGC \| 3543 \| |                                 |                      |                      |                      |
| Top 10 (1 de enero de 2001 - 31 de diciembre de 2020). |                                 |                      |                      |                      |
| Posición | Club                            | Federación           | Puntos               |                      |
| 1 | Fútbol Club Barcelona           | RFEF                 | 4935                 |                      |
| 2 | Real Madrid Club de Fútbol      | RFEF                 | 4661                 |                      |
| 3 | Fußball-Club Bayern München     | DFB                  | 4448,5               |                      |
| 4 | Chelsea Football Club           | FA                   | 4184                 |                      |
| 5 | Manchester United Football Club | FA                   | 4161                 |                      |
| 6 | Arsenal Football Club           | FA                   | 4018                 |                      |
| 7 | Liverpool Football Club         | FA                   | 3742                 |                      |
| 8 | Juventus Football Club          | FIGC                 | 3730                 |                      |
| 9 | Football Club Internazionale    | FIGC                 | 3553,5               |                      |
| 10 | Associazione Calcio Milan       | FIGC                 | 3543                 |                      |

| Clasificación europea de la 1.ª década | Clasificación europea de la 1.ª década | Clasificación europea de la 1.ª década | Clasificación europea de la 1.ª década | Clasificación europea de la 1.ª década |
| --- | -------------------------------------- | -------------------------------------- | -------------------------------------- | -------------------------------------- |
| \| Top 10 (1 de enero de 2001 - 31 de diciembre de 2010). \| Top 10 (1 de enero de 2001 - 31 de diciembre de 2010). \| Top 10 (1 de enero de 2001 - 31 de diciembre de 2010). \| Top 10 (1 de enero de 2001 - 31 de diciembre de 2010). \| \| Posición \| Club \| Federación \| Puntos \| \| 1 \| Fútbol Club Barcelona \| RFEF \| 2550 \| \| 2 \| Manchester United Football Club \| FA \| 2523 \| \| 3 \| Liverpool Football Club \| FA \| 2414 \| \| 4 \| Arsenal Football Club \| FA \| 2410 \| \| 5 \| Football Club Internazionale \| FIGC \| 2358 \| \| 6 \| Fußball-Club Bayern München \| DFB \| 2315 \| \| 7 \| Associazione Calcio Milan \| FIGC \| 2296 \| \| 8 \| Real Madrid Club de Fútbol \| RFEF \| 2257 \| \| 9 \| Chelsea Football Club \| FA \| 2235 \| \| 10 \| Associazione Sportiva Roma \| FIGC \| 2028 \| \| ------------------------------------------------------ \| ------------------------------------------------------ \| ------------------------------------------------------ \| ------------------------------------------------------ \| |                                        |                                        |                                        |                                        |
| Top 10 (1 de enero de 2001 - 31 de diciembre de 2010). |                                        |                                        |                                        |                                        |
| Posición | Club                                   | Federación                             | Puntos                                 |                                        |
| 1 | Fútbol Club Barcelona                  | RFEF                                   | 2550                                   |                                        |
| 2 | Manchester United Football Club        | FA                                     | 2523                                   |                                        |
| 3 | Liverpool Football Club                | FA                                     | 2414                                   |                                        |
| 4 | Arsenal Football Club                  | FA                                     | 2410                                   |                                        |
| 5 | Football Club Internazionale           | FIGC                                   | 2358                                   |                                        |
| 6 | Fußball-Club Bayern München            | DFB                                    | 2315                                   |                                        |
| 7 | Associazione Calcio Milan              | FIGC                                   | 2296                                   |                                        |
| 8 | Real Madrid Club de Fútbol             | RFEF                                   | 2257                                   |                                        |
| 9 | Chelsea Football Club                  | FA                                     | 2235                                   |                                        |
| 10 | Associazione Sportiva Roma             | FIGC                                   | 2028                                   |                                        |

| Clasificación europea de la 2.ª década | Clasificación europea de la 2.ª década | Clasificación europea de la 2.ª década | Clasificación europea de la 2.ª década | Clasificación europea de la 2.ª década |
| --- | -------------------------------------- | -------------------------------------- | -------------------------------------- | -------------------------------------- |
| \| Top 10 (1 de enero de 2011 - 31 de diciembre de 2020). \| Top 10 (1 de enero de 2011 - 31 de diciembre de 2020). \| Top 10 (1 de enero de 2011 - 31 de diciembre de 2020). \| Top 10 (1 de enero de 2011 - 31 de diciembre de 2020). \| \| Posición \| Club \| Federación \| Puntos \| \| 1 \| Fútbol Club Barcelona \| RFEF \| 2877 \| \| 2 \| Real Madrid Club de Fútbol \| RFEF \| 2782 \| \| 3 \| Fußball-Club Bayern München \| DFB \| 2594,5 \| \| 4 \| Paris Saint-Germain Football Club \| FFF \| 2357 \| \| 5 \| Club Atlético de Madrid \| RFEF \| 2302 \| \| 6 \| Juventus Football Club \| FIGC \| 2272 \| \| 7 \| Chelsea Football Club \| FA \| 2113 \| \| 7 \| Manchester City Football Club \| FA \| 2113 \| \| 9 \| Manchester United Football Club \| FA \| 2020 \| \| 10 \| Arsenal Football Club \| FA \| 2016 \| \| ------------------------------------------------------ \| ------------------------------------------------------ \| ------------------------------------------------------ \| ------------------------------------------------------ \| |                                        |                                        |                                        |                                        |
| Top 10 (1 de enero de 2011 - 31 de diciembre de 2020). |                                        |                                        |                                        |                                        |
| Posición | Club                                   | Federación                             | Puntos                                 |                                        |
| 1 | Fútbol Club Barcelona                  | RFEF                                   | 2877                                   |                                        |
| 2 | Real Madrid Club de Fútbol             | RFEF                                   | 2782                                   |                                        |
| 3 | Fußball-Club Bayern München            | DFB                                    | 2594,5                                 |                                        |
| 4 | Paris Saint-Germain Football Club      | FFF                                    | 2357                                   |                                        |
| 5 | Club Atlético de Madrid                | RFEF                                   | 2302                                   |                                        |
| 6 | Juventus Football Club                 | FIGC                                   | 2272                                   |                                        |
| 7 | Chelsea Football Club                  | FA                                     | 2113                                   |                                        |
| 7 | Manchester City Football Club          | FA                                     | 2113                                   |                                        |
| 9 | Manchester United Football Club        | FA                                     | 2020                                   |                                        |
| 10 | Arsenal Football Club                  | FA                                     | 2016                                   |                                        |

### Sudamérica
El ranking sudamericano, al 31 de diciembre de 2017, está liderado por el Club Atlético Boca Juniors, con 3460 puntos puntos incluye a cinco equipos brasileños como país más representado, siendo además el citado club argentino el vencedor de la primera década merced sobre todo a sus cuatro títulos internacionales.
En cuanto a la comparativa con el anterior vencedor sudamericano del siglo, el Club Atlético Peñarol finalizó en vigesimoséptima posición continental en esta primera década del nuevo siglo con un total de 1138,5 puntos, a 1060,5 de la cabeza, mientras que en el ranking actual a fecha de 2013 ocupa la vigesimoquinta posición con 1245 puntos a 1232 de la cabeza. Por otro lado, son el equipo paraguayo Club Libertad y el brasileño Sport Club Corinthians Paulista quienes entran en octavo y noveno lugar en la clasificación actual respecto a la primera década en detrimento del Club Atlético San Lorenzo de Almagro y el Club Estudiantes de La Plata argentino, mientras que el resto de equipos repiten presencia en el "top 10".
"Top 10" (2001-2018):
| Clasificación actual | Clasificación actual             | Clasificación actual | Clasificación actual | Clasificación actual |
| --- | -------------------------------- | -------------------- | -------------------- | -------------------- |
| \| Top 10 (1 de enero de 2001 - 31 de diciembre de 2017). \| Top 10 (1 de enero de 2001 - 31 de diciembre de 2017). \| Top 10 (1 de enero de 2001 - 31 de diciembre de 2017). \| Top 10 (1 de enero de 2001 - 31 de diciembre de 2017). \| \| Posición \| Club \| Federación \| Puntos \| \| 1 \| Club Atlético Boca Juniors \| AFA \| 3460 \| \| ------------------------------------------------------ \| ------------------------------------------------------ \| ------------------------------------------------------ \| ------------------------------------------------------ \| \| 2 \| São Paulo Futebol Clube \| CBF \| 3132 \| \| 3 \| Club Atlético River Plate \| AFA \| 3097 \| \| 4 \| Grêmio Foot-Ball Porto Alegrense \| CBF \| 2831 \| \| 5 \| Cruzeiro Esporte Clube \| CBF \| 2761 \| \| 6 \| Santos Futebol Clube \| CBF \| 2704 \| \| 7 \| Club Libertad \| APF \| 2682 \| \| 8 \| Sport Club Corinthians Paulista \| CBF \| 2672 \| \| 9 \| Club Cerro Porteño \| APF \| 2554 \| \| 10 \| Sport Club Internacional \| CBF \| 2381 \| |                                  |                      |                      |                      |
| Top 10 (1 de enero de 2001 - 31 de diciembre de 2017). |                                  |                      |                      |                      |
| Posición | Club                             | Federación           | Puntos               |                      |
| 1 | Club Atlético Boca Juniors       | AFA                  | 3460                 |                      |
| 2 | São Paulo Futebol Clube          | CBF                  | 3132                 |                      |
| 3 | Club Atlético River Plate        | AFA                  | 3097                 |                      |
| 4 | Grêmio Foot-Ball Porto Alegrense | CBF                  | 2831                 |                      |
| 5 | Cruzeiro Esporte Clube           | CBF                  | 2761                 |                      |
| 6 | Santos Futebol Clube             | CBF                  | 2704                 |                      |
| 7 | Club Libertad                    | APF                  | 2682                 |                      |
| 8 | Sport Club Corinthians Paulista  | CBF                  | 2672                 |                      |
| 9 | Club Cerro Porteño               | APF                  | 2554                 |                      |
| 10 | Sport Club Internacional         | CBF                  | 2381                 |                      |

| Clasificación sudamericana de la 1.ª década | Clasificación sudamericana de la 1.ª década | Clasificación sudamericana de la 1.ª década | Clasificación sudamericana de la 1.ª década | Clasificación sudamericana de la 1.ª década |
| --- | ------------------------------------------- | ------------------------------------------- | ------------------------------------------- | ------------------------------------------- |
| \| Top 10 (1 de enero de 2001 - 31 de diciembre de 2010). \| Top 10 (1 de enero de 2001 - 31 de diciembre de 2010). \| Top 10 (1 de enero de 2001 - 31 de diciembre de 2010). \| Top 10 (1 de enero de 2001 - 31 de diciembre de 2010). \| \| Posición \| Club \| Federación \| Puntos \| \| 1 \| Club Atlético Boca Juniors \| AFA \| 2095 \| \| ------------------------------------------------------ \| ------------------------------------------------------ \| ------------------------------------------------------ \| ------------------------------------------------------ \| \| 2 \| São Paulo Futebol Clube \| CBF \| 1939 \| \| 3 \| Club Atlético River Plate \| AFA \| 1692 \| \| 4 \| Cruzeiro Esporte Clube \| CBF \| 1622 \| \| 5 \| Santos Futebol Clube \| CBF \| 1567 \| \| 6 \| Sport Club Internacional \| CBF \| 1469 \| \| 7 \| Club Nacional de Football \| AUF \| 1459,5 \| \| 8 \| Club Atlético San Lorenzo de Almagro \| AFA \| 1442 \| \| 9 \| Club Estudiantes de La Plata \| AFA \| 1370 \| \| 10 \| Club Atlético Vélez Sarsfield \| AFA \| 1367 \| |                                             |                                             |                                             |                                             |
| Top 10 (1 de enero de 2001 - 31 de diciembre de 2010). |                                             |                                             |                                             |                                             |
| Posición | Club                                        | Federación                                  | Puntos                                      |                                             |
| 1 | Club Atlético Boca Juniors                  | AFA                                         | 2095                                        |                                             |
| 2 | São Paulo Futebol Clube                     | CBF                                         | 1939                                        |                                             |
| 3 | Club Atlético River Plate                   | AFA                                         | 1692                                        |                                             |
| 4 | Cruzeiro Esporte Clube                      | CBF                                         | 1622                                        |                                             |
| 5 | Santos Futebol Clube                        | CBF                                         | 1567                                        |                                             |
| 6 | Sport Club Internacional                    | CBF                                         | 1469                                        |                                             |
| 7 | Club Nacional de Football                   | AUF                                         | 1459,5                                      |                                             |
| 8 | Club Atlético San Lorenzo de Almagro        | AFA                                         | 1442                                        |                                             |
| 9 | Club Estudiantes de La Plata                | AFA                                         | 1370                                        |                                             |
| 10 | Club Atlético Vélez Sarsfield               | AFA                                         | 1367                                        |                                             |

### África
Egipto, Túnez y Sudán son los países con más representantes dentro del "top 10" a fecha de la última actualización de la clasificación continental africana, con dos cada uno, siendo este último país el que ganó un representante respecto a la clasificación de la primera década del siglo, apareciendo el Al-Merreikh Sporting Club en detrimento de la Association Sportive des Forces Armées Royales marroquí.
En comparación con el ranking del anterior siglo, el Kumasi Asante Kotoko Football Club ghanés perdió el primer puesto continental para acabar undécimo en la primera década del nuevo siglo, y encontrándose actualmente en la decimotercera posición. 
| Clasificación actual | Clasificación actual                                  | Clasificación actual | Clasificación actual | Clasificación actual |
| --- | ----------------------------------------------------- | -------------------- | -------------------- | -------------------- |
| \| Top 10 (1 de enero de 2001 - 31 de diciembre de 2012). \| Top 10 (1 de enero de 2001 - 31 de diciembre de 2012). \| Top 10 (1 de enero de 2001 - 31 de diciembre de 2012). \| Top 10 (1 de enero de 2001 - 31 de diciembre de 2012). \| \| Posición \| Club \| Confederación \| Puntos \| \| 1 \| Al-Ahly Sporting Club \| CAF \| 1411,5 \| \| 2 \| Espérance Sportive de Tunis \| CAF \| 1332,5 \| \| 3 \| Étoile Sportive du Sahel \| CAF \| 1126,5 \| \| 4 \| Association Sportive des Employés de Commerce Mimosas \| CAF \| 1098,55 \| \| 5 \| Coton Sport Football Club de Garoua \| CAF \| 1061,06 \| \| 6 \| Al-Hilal Club for Physical Education \| CAF \| 1023,57 \| \| 7 \| Zamalek Sporting Club \| CAF \| 976,58 \| \| 8 \| Enyimba International Football Club \| CAF \| 963,59 \| \| 9 \| Jeunesse Sportive de Kabylie \| CAF \| 907,51 \| \| 10 \| Al-Merreikh Sporting Club \| CAF \| 871,5 \| \| ------------------------------------------------------ \| ------------------------------------------------------ \| ------------------------------------------------------ \| ------------------------------------------------------ \| |                                                       |                      |                      |                      |
| Top 10 (1 de enero de 2001 - 31 de diciembre de 2012). |                                                       |                      |                      |                      |
| Posición | Club                                                  | Confederación        | Puntos               |                      |
| 1 | Al-Ahly Sporting Club                                 | CAF                  | 1411,5               |                      |
| 2 | Espérance Sportive de Tunis                           | CAF                  | 1332,5               |                      |
| 3 | Étoile Sportive du Sahel                              | CAF                  | 1126,5               |                      |
| 4 | Association Sportive des Employés de Commerce Mimosas | CAF                  | 1098,55              |                      |
| 5 | Coton Sport Football Club de Garoua                   | CAF                  | 1061,06              |                      |
| 6 | Al-Hilal Club for Physical Education                  | CAF                  | 1023,57              |                      |
| 7 | Zamalek Sporting Club                                 | CAF                  | 976,58               |                      |
| 8 | Enyimba International Football Club                   | CAF                  | 963,59               |                      |
| 9 | Jeunesse Sportive de Kabylie                          | CAF                  | 907,51               |                      |
| 10 | Al-Merreikh Sporting Club                             | CAF                  | 871,5                |                      |

| Clasificación africana de la 1.ª década | Clasificación africana de la 1.ª década               | Clasificación africana de la 1.ª década | Clasificación africana de la 1.ª década | Clasificación africana de la 1.ª década |
| --- | ----------------------------------------------------- | --------------------------------------- | --------------------------------------- | --------------------------------------- |
| \| Top 10 (1 de enero de 2001 - 31 de diciembre de 2010). \| Top 10 (1 de enero de 2001 - 31 de diciembre de 2010). \| Top 10 (1 de enero de 2001 - 31 de diciembre de 2010). \| Top 10 (1 de enero de 2001 - 31 de diciembre de 2010). \| \| Posición \| Club \| Confederación \| Puntos \| \| 1 \| Al-Ahly Sporting Club \| CAF \| 1201,5 \| \| 2 \| Espérance Sportive de Tunis \| CAF \| 1050,5 \| \| 3 \| Étoile Sportive du Sahel \| CAF \| 1008,5 \| \| 4 \| Association Sportive des Employés de Commerce Mimosas \| CAF \| 940,5 \| \| 5 \| Coton Sport Football Club de Garoua \| CAF \| 891,5 \| \| 6 \| Zamalek Sporting Club \| CAF \| 808,5 \| \| 7 \| Jeunesse Sportive de Kabylie \| CAF \| 793 \| \| 8 \| Enyimba International Football Club \| CAF \| 778,5 \| \| 9 \| Al-Hilal Club for Physical Education \| CAF \| 766 \| \| 10 \| Association Sportive des Forces Armées Royales \| CAF \| 745 \| \| ------------------------------------------------------ \| ------------------------------------------------------ \| ------------------------------------------------------ \| ------------------------------------------------------ \| |                                                       |                                         |                                         |                                         |
| Top 10 (1 de enero de 2001 - 31 de diciembre de 2010). |                                                       |                                         |                                         |                                         |
| Posición | Club                                                  | Confederación                           | Puntos                                  |                                         |
| 1 | Al-Ahly Sporting Club                                 | CAF                                     | 1201,5                                  |                                         |
| 2 | Espérance Sportive de Tunis                           | CAF                                     | 1050,5                                  |                                         |
| 3 | Étoile Sportive du Sahel                              | CAF                                     | 1008,5                                  |                                         |
| 4 | Association Sportive des Employés de Commerce Mimosas | CAF                                     | 940,5                                   |                                         |
| 5 | Coton Sport Football Club de Garoua                   | CAF                                     | 891,5                                   |                                         |
| 6 | Zamalek Sporting Club                                 | CAF                                     | 808,5                                   |                                         |
| 7 | Jeunesse Sportive de Kabylie                          | CAF                                     | 793                                     |                                         |
| 8 | Enyimba International Football Club                   | CAF                                     | 778,5                                   |                                         |
| 9 | Al-Hilal Club for Physical Education                  | CAF                                     | 766                                     |                                         |
| 10 | Association Sportive des Forces Armées Royales        | CAF                                     | 745                                     |                                         |

### Centro y Norteamérica
La confederación norte-centroamericana y caribeña posee a fecha de la última actualización de la clasificación continental norte-centroamericana y caribeña a ocho equipos mexicanos dentro del "top 10", completándose con un equipo costarricense y uno guatemalteco. El país azteca ganó un representante respecto a la clasificación de la primera década del siglo, apareciendo el Club de Fútbol Monterrey en detrimento del Club Deportivo Olimpia hondureño.
En comparación con el ranking del anterior siglo, el Deportivo Saprissa costarricense perdió el primer puesto continental encontrándose actualmente en la novena posición. 
| Clasificación actual | Clasificación actual              | Clasificación actual | Clasificación actual | Clasificación actual |
| --- | --------------------------------- | -------------------- | -------------------- | -------------------- |
| \| Top 10 (1 de enero de 2001 - 31 de diciembre de 2012). \| Top 10 (1 de enero de 2001 - 31 de diciembre de 2012). \| Top 10 (1 de enero de 2001 - 31 de diciembre de 2012). \| Top 10 (1 de enero de 2001 - 31 de diciembre de 2012). \| \| Posición \| Club \| Confederación \| Puntos \| \| 1 \| Club de Fútbol América \| CONCACAF \| 1452 \| \| 2 \| Cruz Azul Fútbol Club \| CONCACAF \| 1303 \| \| 3 \| Club Deportivo Guadalajara \| CONCACAF \| 1281 \| \| 4 \| Club Santos Laguna \| CONCACAF \| 1177,5 \| \| 5 \| Club de Fútbol Pachuca \| CONCACAF \| 1171 \| \| 6 \| Deportivo Toluca Fútbol Club \| CONCACAF \| 1142 \| \| 7 \| Club de Fútbol Monterrey \| CONCACAF \| 1092 \| \| 8 \| Club Universidad Nacional \| CONCACAF \| 1069,5 \| \| 9 \| Deportivo Saprissa \| CONCACAF \| 1053,5 \| \| 10 \| Club Social y Deportivo Municipal \| CONCACAF \| 1002 \| \| ------------------------------------------------------ \| ------------------------------------------------------ \| ------------------------------------------------------ \| ------------------------------------------------------ \| |                                   |                      |                      |                      |
| Top 10 (1 de enero de 2001 - 31 de diciembre de 2012). |                                   |                      |                      |                      |
| Posición | Club                              | Confederación        | Puntos               |                      |
| 1 | Club de Fútbol América            | CONCACAF             | 1452                 |                      |
| 2 | Cruz Azul Fútbol Club             | CONCACAF             | 1303                 |                      |
| 3 | Club Deportivo Guadalajara        | CONCACAF             | 1281                 |                      |
| 4 | Club Santos Laguna                | CONCACAF             | 1177,5               |                      |
| 5 | Club de Fútbol Pachuca            | CONCACAF             | 1171                 |                      |
| 6 | Deportivo Toluca Fútbol Club      | CONCACAF             | 1142                 |                      |
| 7 | Club de Fútbol Monterrey          | CONCACAF             | 1092                 |                      |
| 8 | Club Universidad Nacional         | CONCACAF             | 1069,5               |                      |
| 9 | Deportivo Saprissa                | CONCACAF             | 1053,5               |                      |
| 10 | Club Social y Deportivo Municipal | CONCACAF             | 1002                 |                      |

| Clasificación norte-centroamericana y caribeña de la 1.ª década | Clasificación norte-centroamericana y caribeña de la 1.ª década | Clasificación norte-centroamericana y caribeña de la 1.ª década | Clasificación norte-centroamericana y caribeña de la 1.ª década | Clasificación norte-centroamericana y caribeña de la 1.ª década |
| --- | --------------------------------------------------------------- | --------------------------------------------------------------- | --------------------------------------------------------------- | --------------------------------------------------------------- |
| \| Top 10 (1 de enero de 2001 - 31 de diciembre de 2010). \| Top 10 (1 de enero de 2001 - 31 de diciembre de 2010). \| Top 10 (1 de enero de 2001 - 31 de diciembre de 2010). \| Top 10 (1 de enero de 2001 - 31 de diciembre de 2010). \| \| Posición \| Club \| Confederación \| Puntos \| \| 1 \| Club de Fútbol América \| CONCACAF \| 1270 \| \| 2 \| Club Deportivo Guadalajara \| CONCACAF \| 1124,5 \| \| 3 \| Cruz Azul Fútbol Club \| CONCACAF \| 1084 \| \| 4 \| Club de Fútbol Pachuca \| CONCACAF \| 1058,5 \| \| 5 \| Deportivo Toluca Fútbol Club \| CONCACAF \| 1023,5 \| \| 6 \| Club Santos Laguna \| CONCACAF \| 922,5 \| \| 7 \| Deportivo Saprissa \| CONCACAF \| 915,5 \| \| 8 \| Club Universidad Nacional \| CONCACAF \| 881,5 \| \| 9 \| Club Social y Deportivo Municipal \| CONCACAF \| 848 \| \| 10 \| Club Deportivo Olimpia \| CONCACAF \| 814 \| \| ------------------------------------------------------ \| ------------------------------------------------------ \| ------------------------------------------------------ \| ------------------------------------------------------ \| |                                                                 |                                                                 |                                                                 |                                                                 |
| Top 10 (1 de enero de 2001 - 31 de diciembre de 2010). |                                                                 |                                                                 |                                                                 |                                                                 |
| Posición | Club                                                            | Confederación                                                   | Puntos                                                          |                                                                 |
| 1 | Club de Fútbol América                                          | CONCACAF                                                        | 1270                                                            |                                                                 |
| 2 | Club Deportivo Guadalajara                                      | CONCACAF                                                        | 1124,5                                                          |                                                                 |
| 3 | Cruz Azul Fútbol Club                                           | CONCACAF                                                        | 1084                                                            |                                                                 |
| 4 | Club de Fútbol Pachuca                                          | CONCACAF                                                        | 1058,5                                                          |                                                                 |
| 5 | Deportivo Toluca Fútbol Club                                    | CONCACAF                                                        | 1023,5                                                          |                                                                 |
| 6 | Club Santos Laguna                                              | CONCACAF                                                        | 922,5                                                           |                                                                 |
| 7 | Deportivo Saprissa                                              | CONCACAF                                                        | 915,5                                                           |                                                                 |
| 8 | Club Universidad Nacional                                       | CONCACAF                                                        | 881,5                                                           |                                                                 |
| 9 | Club Social y Deportivo Municipal                               | CONCACAF                                                        | 848                                                             |                                                                 |
| 10 | Club Deportivo Olimpia                                          | CONCACAF                                                        | 814                                                             |                                                                 |

### Asia
Al-Hilal Saudi Football Club fue elegido el mejor club de Asia de la primera década del siglo XXI y segundo mejor club de Asia de la segunda década del siglo XXI, Jeonbuk Hyundai Motors de Corea del Sur fue elegido el mejor club de Asia de la segunda década del siglo XXI.

### Oceanía
Auckland City de Nueva Zelanda fue elegido el mejor club de Oceanía en la primera y la segunda décadas del siglo XXI.

## Listado de ganadores
| Continente                        | Ganador         |
| --------------------------------- | --------------- |
| Europa                            | FC Barcelona    |
| Sudamérica                        | CA Boca Juniors |
| África                            | Al-Ahly SC      |
| Asia                              | Al-Hilal Saudi  |
| Norte y Centroamérica y el Caribe | C America       |
| Oceanía                           | Auckland City   |